# Museum der Hamelner Automobilgeschichte
Das Museum der Hamelner Automobilgeschichte ist ein Automuseum in Niedersachsen.

## Geschichte
Der Förderverein der Fahrzeuggeschichte Hameln e.V. betreibt das Museum unter Leitung von Reinhard Burkart. Es befindet sich im Hefehof in Hameln. Die Eröffnung war am 1. Juli 2006. Ziel ist es, die Geschichte des Fahrzeugbaus in Hameln darzustellen. Dazu gehören die Norddeutschen Automobilwerke und Selve. Das Museum ist an zwei Tagen in der Woche geöffnet.

## Ausstellungsgegenstände
Ausgestellt sind etwa acht Autos und acht Motoren.
Im Einzelnen sind es vier Colibri und ein Sperber von den Norddeutschen Automobilwerken und zwei Selve, alle aus der Zeit von 1907 bis 1929. Einer der Colibri stand früher im Auto-Museum Hillers. Mit dem Sperber wurde 2015 eine Fahrt von Brüssel nach Vilnius unternommen.

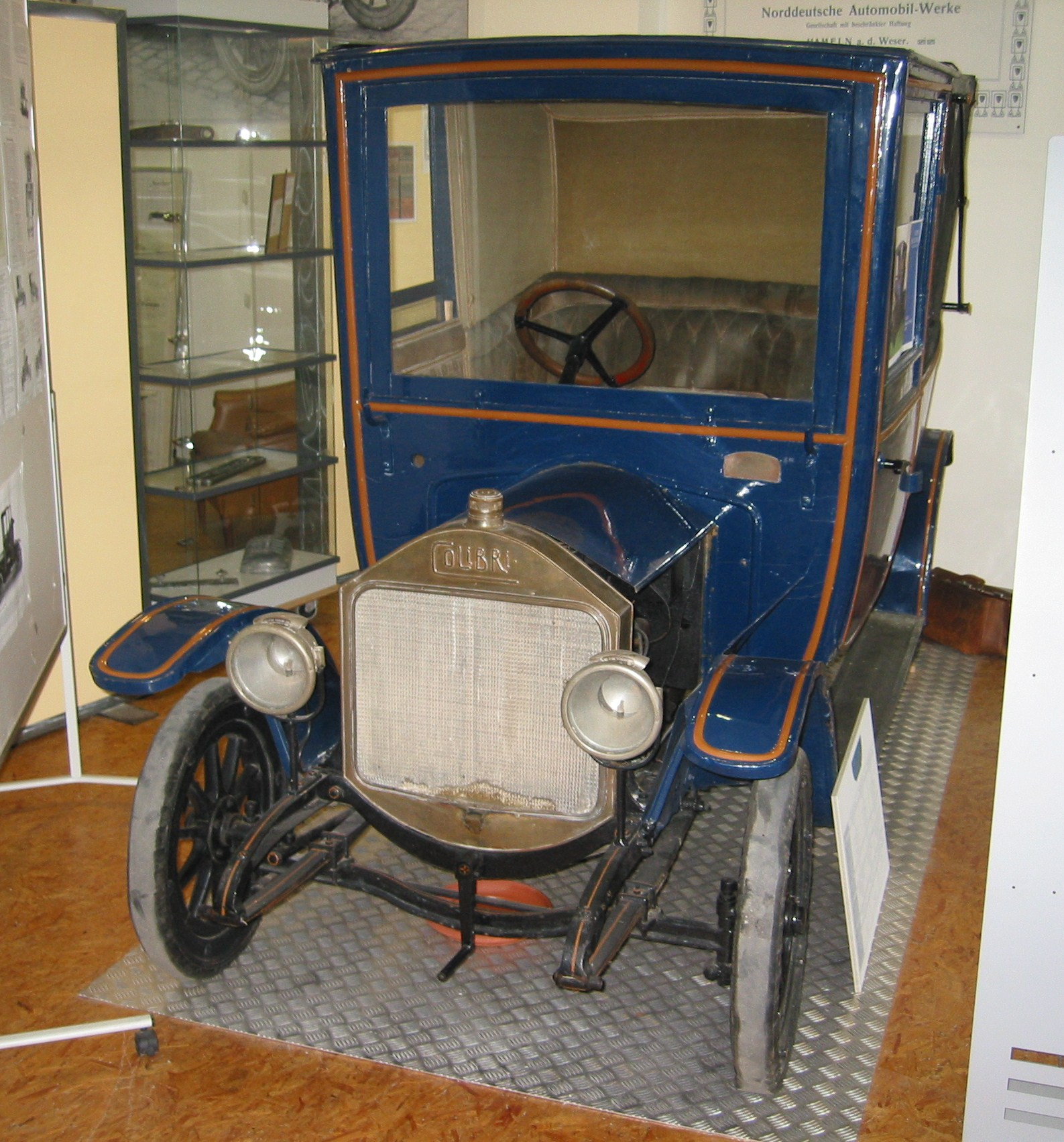
Colibri von 1908
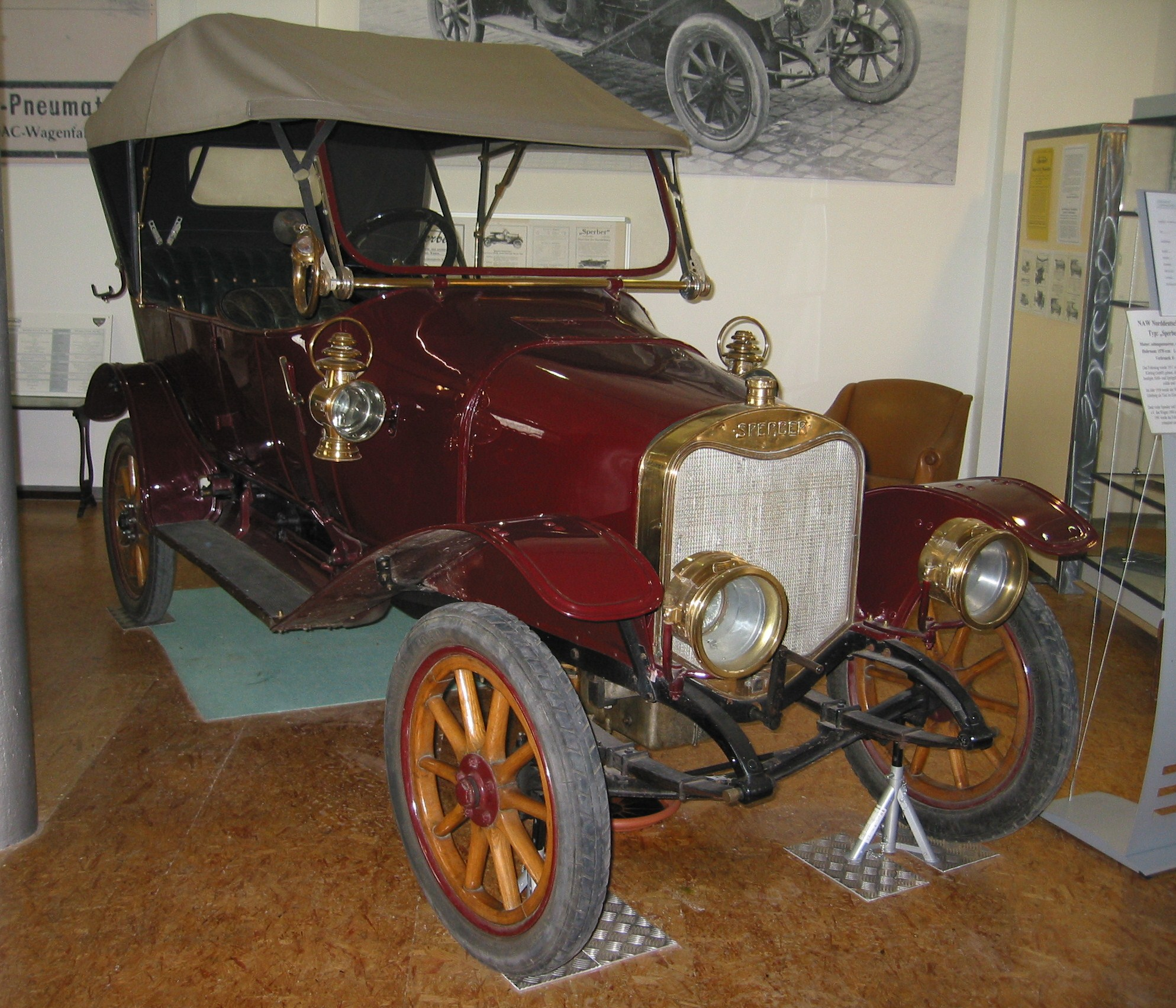
Sperber von 1911
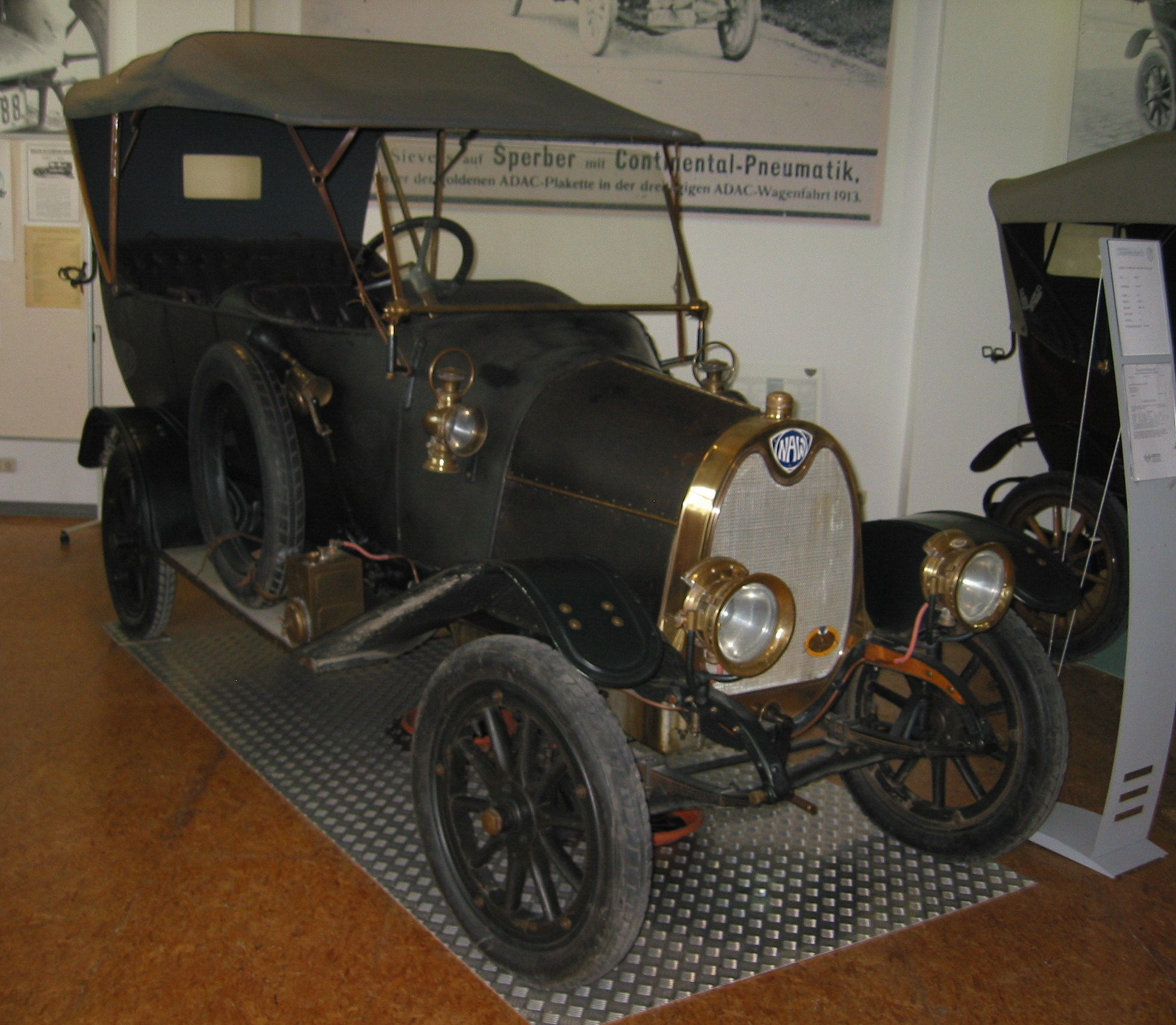
Sperber von 1913